# Andezin
Andezin je tektosilikatni mineral iz niza trdnih raztopin plagioklaznih glinencev. Njegova kemijska formula je (Ca,Na)(Al,Si)4O8. Razmerje Ca/(Ca+Na), se pravi delež anortitne komponente, je 30 - 50%, zato se njegova formula lahko zapiše tudi kot Na0,7-0,5Ca0,3-0,5Al1,3-1,5Si2,7-2,5O8.
Palioklani glinenci so zvezen niz trdnih raztopin, zato natančna identifikacija posameznega minerala zahteva podrobno študijo optičnih lastnosti, kemijsko analizo ali meritev gostote.

## Odkritje in poimenovanje
Andezin je bil prvič opisan leta 1841, ko so ga odkrili v rudniku Marmato v Kolumbiji. Ime je dobil po Andih, ker se zelo pogosto pojavlja v andezitskih lavah v tem gorovju.

## Nahajališča
Andezit se pojavlja v srednjih magmatskih kamninah kot so diorit, sienit in andezit. Njegovo značilno nahajalšče so metamorfne kamnine od granulitov do amfibolitskih facij, v katerih ima po navadi pertitsko teksturo. Pojavlja se tudi v sedimentnih kamninah, v katerih ima obliko obrabljenjih zrn. Poogosti pridruženi minerali so kalijevi glinenci, biotit, rogovača in magnetit.

## Ponarejanje andezina
Na začetku 2000. let so se v ZDA pojavile nenormalno velike količine surovega rdečega andezina, ki so v industriji poldragih kamnov sprožile alarm in preverjanje njegove pristnosti.
Gemologi so leta 2008 obiskali rudnike rdečega andezina v Tibetu in potrdili njegovo pristnost. Obiskali so tudi rudnike svetlo rumenega andezina v Notranji Mongoliji (Ljudska republika Kitajska) in ugotovili, da iz njega z difuzijo bakra proizvajajo ponarejen rdeč andezin. Razlike med pristnim tibetanskim in ponarejenim  mongolskim andezinom se na enostaven način ne da ugotoviti.

## Arheološke najdbe iz andazita v Andih južne Amerike
Arheologi so ugotovili da je piramida v Tiahanaku v Boliviji zgrajena iz velikih obdelanih klad iz andazita. Iz enake kamenine so tudi velika Sončna vrata z vklesanimi astrološkimi znaki in letnim koledarjem. Mesto je bilo zapuščeno leta 1150 n.št. verjetno zaradi katastrofalne suše.